# Phare de Marbella
Le phare de Marbella est un phare situé à l'entrée du port de Marbella dans la province de Malaga en Andalousie (Espagne).
Il est géré par l'autorité portuaire du port de Malaga.

## Histoire
Le premier phare a été réalisé par l'ingénieur Antonio Molina à partir de 1861 et inauguré le 15 mars 1864. Le phare actuel est une tour cylindrique, avec double galerie et lanterne. La tour est peinte en blanc avec une spirale rouge. La lanterne contient une lentille de Fresnel de 3e ordre de l'entreprise parisienne Barbier, Bénard et Turenne. Il est érigé proche de la mer dans un complexe touristique.
Identifiant : ARLHS : SPA-083 ; ES-21100 - Amirauté : E0056 - NGA : 4304.
|          |
| Le phare |

|                      |
| Complexe touristique |

### Lien connexe
- Liste des phares en Espagne